# Трецоне
Трецо̀не (на италиански: Trezzone; на ломбардски: Trezzon, Трецон) е село и община в Северна Италия, провинция Комо, регион Ломбардия. Разположено е на 234 m надморска височина. Населението на общината е 430 души (към 2017 г.).